# Ban Thư ký Liên Hợp Quốc
Ban Thư ký Liên Hợp Quốc là một trong 5 cơ quan chủ chốt của Hệ thống Liên Hợp Quốc, đứng đầu là Tổng Thư ký Liên Hợp Quốc, giúp việc cho Tổng Thư ký là nhiều nhân viên dân sự hoạt động trên khắp thế giới. Ban thư ký có nhiệm vụ cung cấp thông tin, thực hiện các nghiên cứu, và hỗ trợ các cơ quan khác nhau của Liên Hợp Quốc tổ chức các cuộc họp. Ngoài ra, nó còn thực hiện các cộng việc được giao bởi Đại hội đồng, Hội đồng Bảo an, Hội đồng Kinh tế và Xã hội, và các cơ quan khác.
Hiến chương Liên Hợp Quốc quy định rằng, những nhân viên trong Ban Thư ký phải được tuyển chọn dựa trên năng lực và hiệu quả làm việc cao nhất, và phải đại diện nhiều khu vực địa lý trên thế giới. Những nhân viên này chỉ làm việc theo sự chỉ định của Liên Hợp Quốc. Các quốc gia thành viên có công dân làm trong Ban Thư ký không được gây sức ép lên họ. Tổng thư ký là người duy nhất chịu trách nhiệm tuyển chọn nhân viên dưới quyền mình.
Nhiệm vụ của người đứng đầu Ban Thư ký, tức Tổng Thư ký, bao gồm giải quyết các tranh chấp quốc tế, giám sát các hoạt động gìn giữ hòa bình, tổ chức các hội nghị quốc tế, thu thập tin tức về việc thực hiện các quyết định của Hội đồng Bảo an, và tư vấn cho các chính phủ về nhiều sáng kiến. Tổng Thư ký cũng có thể đưa ra cuộc họp của Hội đồng Bảo an bất kỳ vấn đề gì mà ông ta/bà ta nghĩ có thể đe dọa đến an ninh và hòa bình thế giới.